# Domremy-la-Canne
Domremy-la-Canne é uma comuna francesa na região administrativa de Grande Leste, no departamento de Meuse. Estende-se por uma área de 3,11 km². Em 2010 a comuna tinha 35 habitantes (densidade: 11,3 hab./km²).